# Synagoga v Novém Jičíně
Synagoga v Novém Jičíně je nečinná synagoga stojící v moravském městě Nový Jičín v Moravskoslezském kraji na ulici Havlíčkova asi 200 m od Masarykova náměstí. Slouží jako depozitář okresního archivu a je veřejnosti nepřístupná.
Synagoga byla vybudována stavební firmou Richarda Klose v prvním desetiletí 20. století dle návrhů architekta Ernsta Lindnera. Při Křišťálové noci z 9. na 10. listopadu 1938 antisemité vyházeli náboženské knihy z budovy a rozšlapali je. Původní plán synagogu zapálit se neuskutečnil, neboť budova stála blízko plynárny a hrozilo nebezpečí výbuchu. Během 2. světové války sloužila synagoga jako skladiště. Původně eklekticky členěnou fasádu nahradila po přestavbě v letech 1951–1953 tvrdá škrábaná omítka. V roce 1967 byla přestavěna na depozitář okresního archivu.
Roku 1992 byla na průčelí synagogy odhalena pamětní deska v hebrejštině, češtině a němčině.

## Galerie

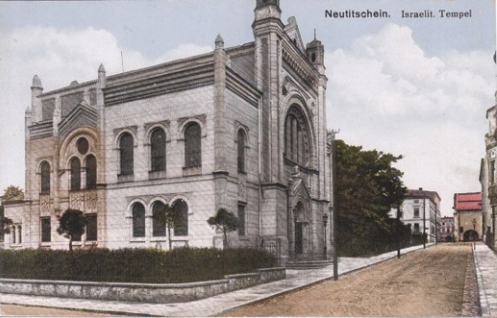
Pohlednice s původní podobou synagogy z roku 1906
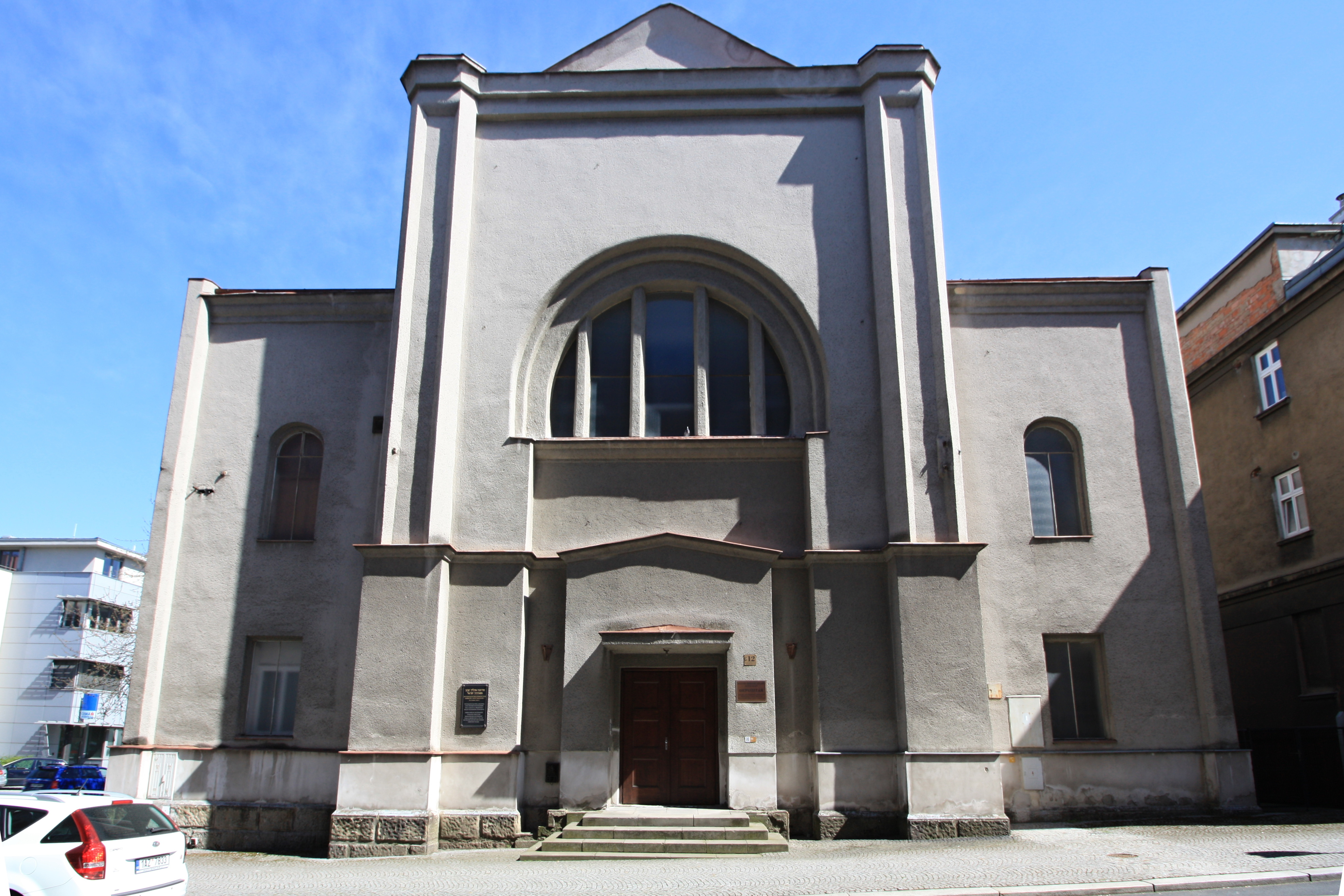
Průčelí
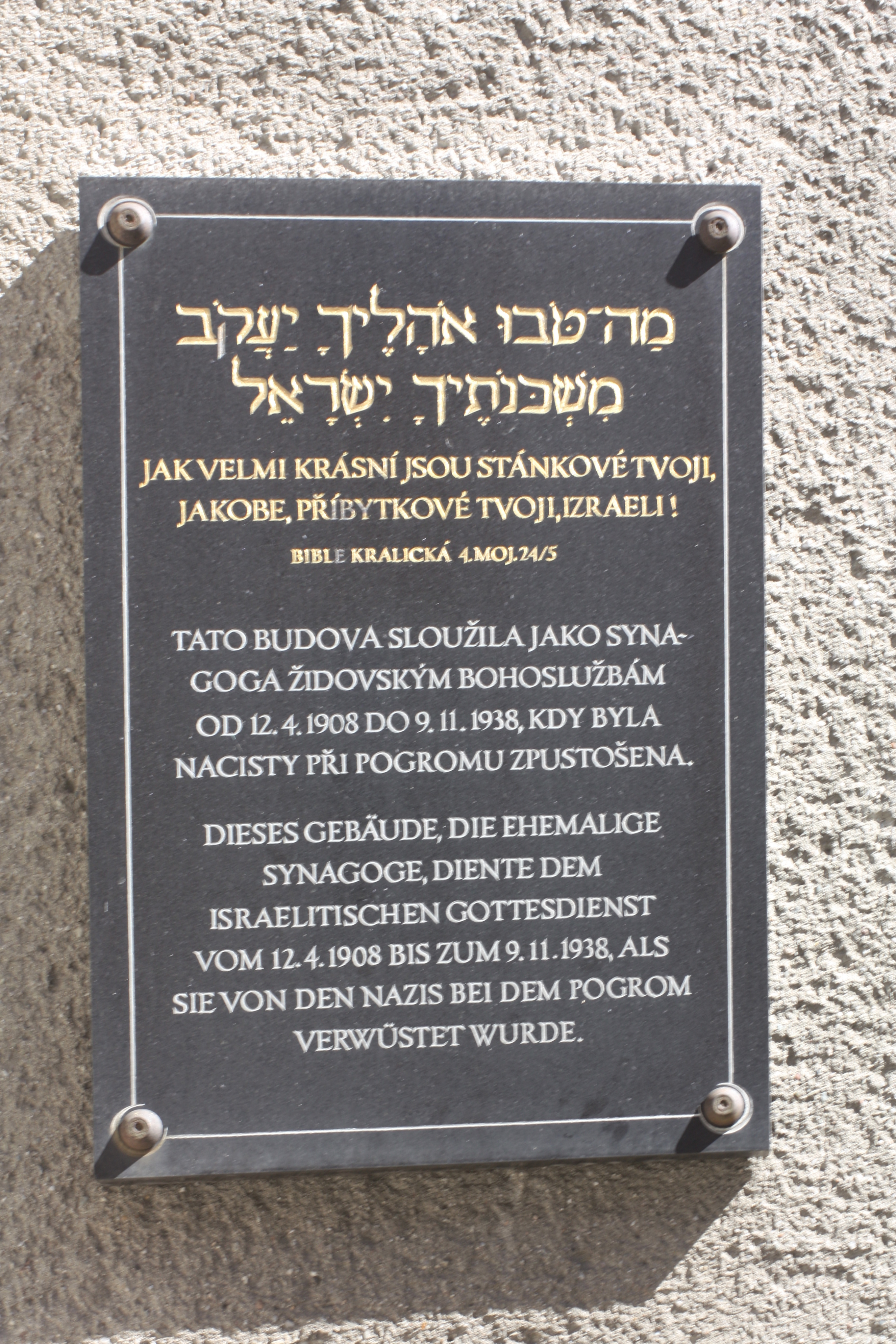
Pamětní deska s hebrejským, českým a německým textem
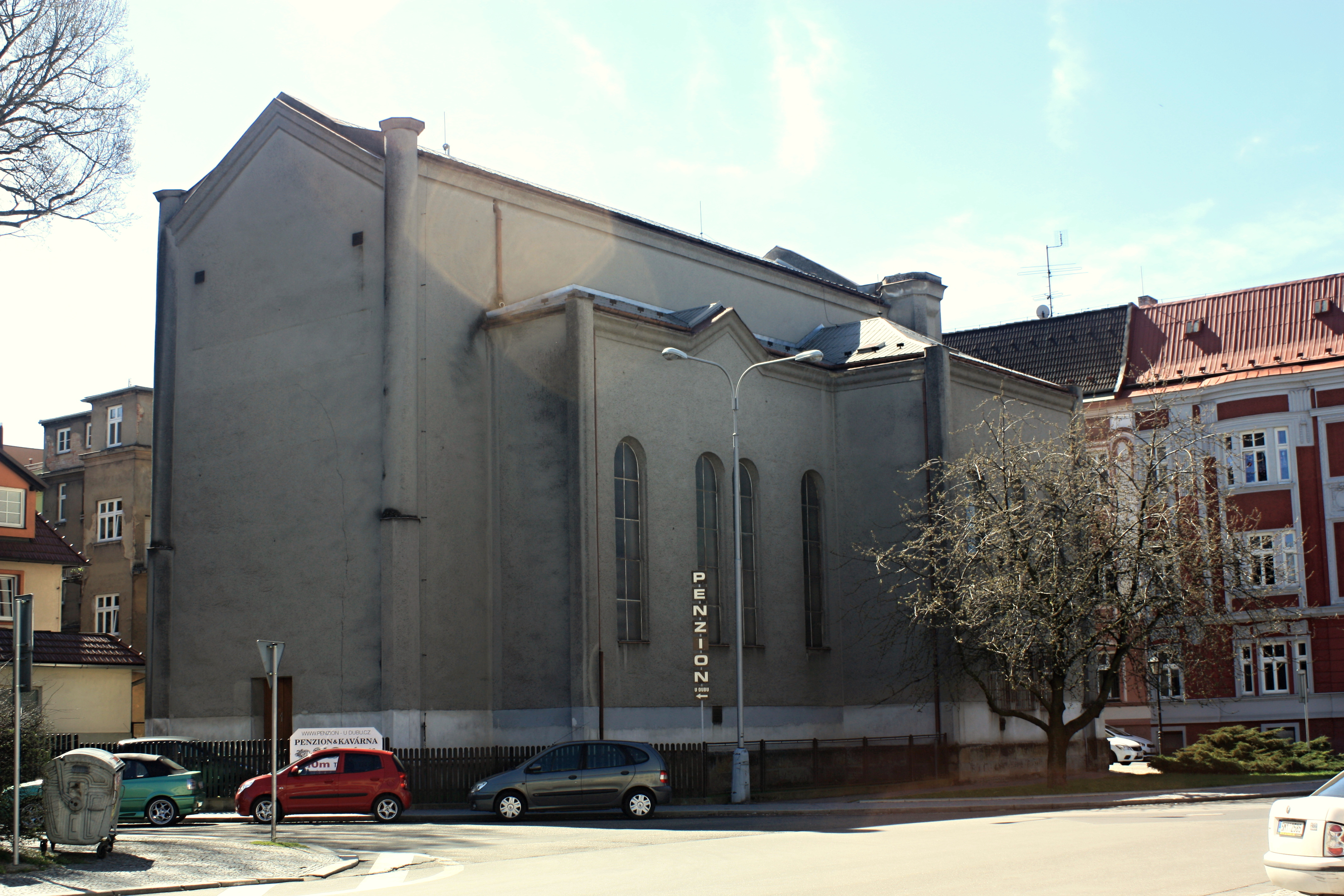
Pohled ze severu
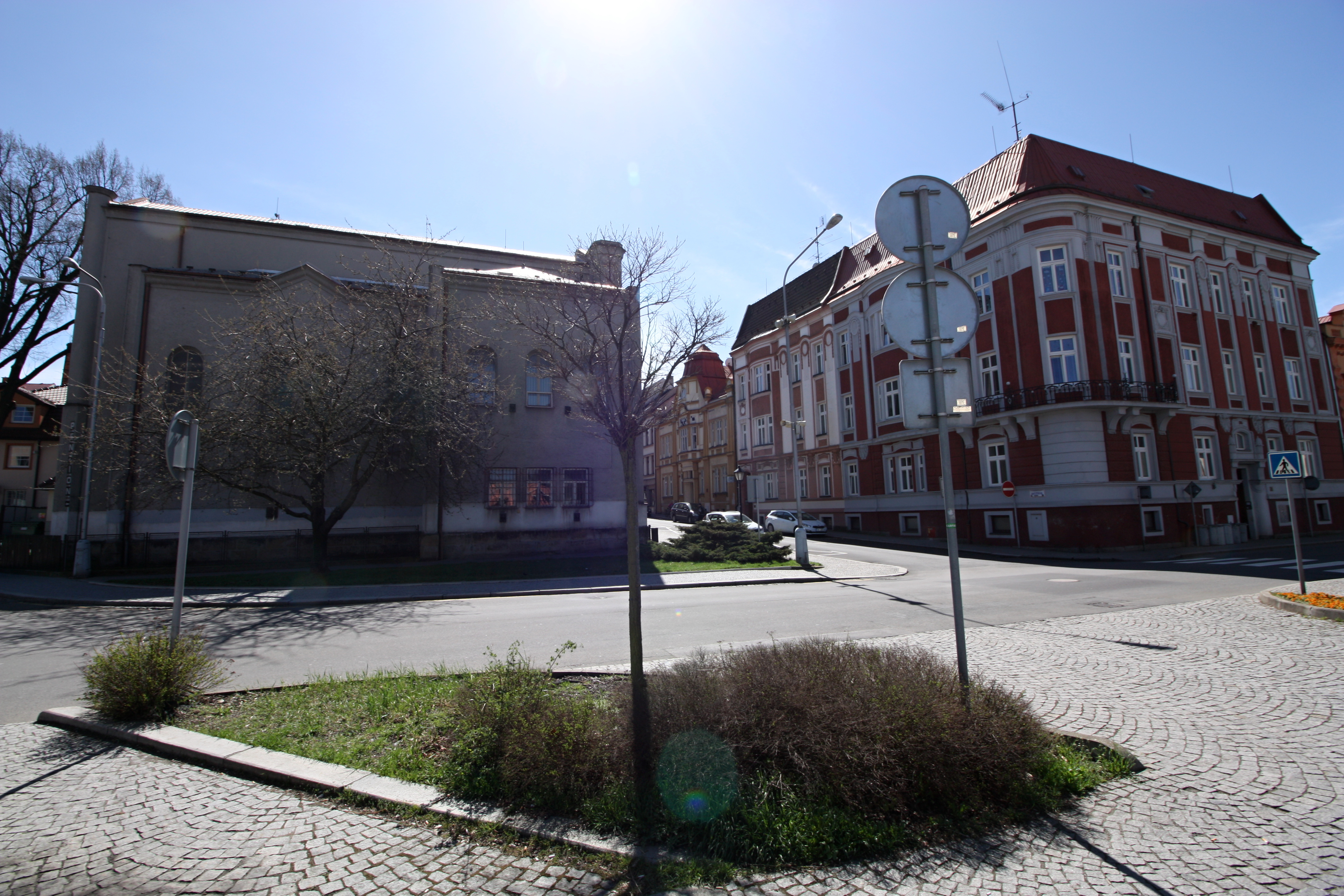
Pohled ze Štefánikovy ulice
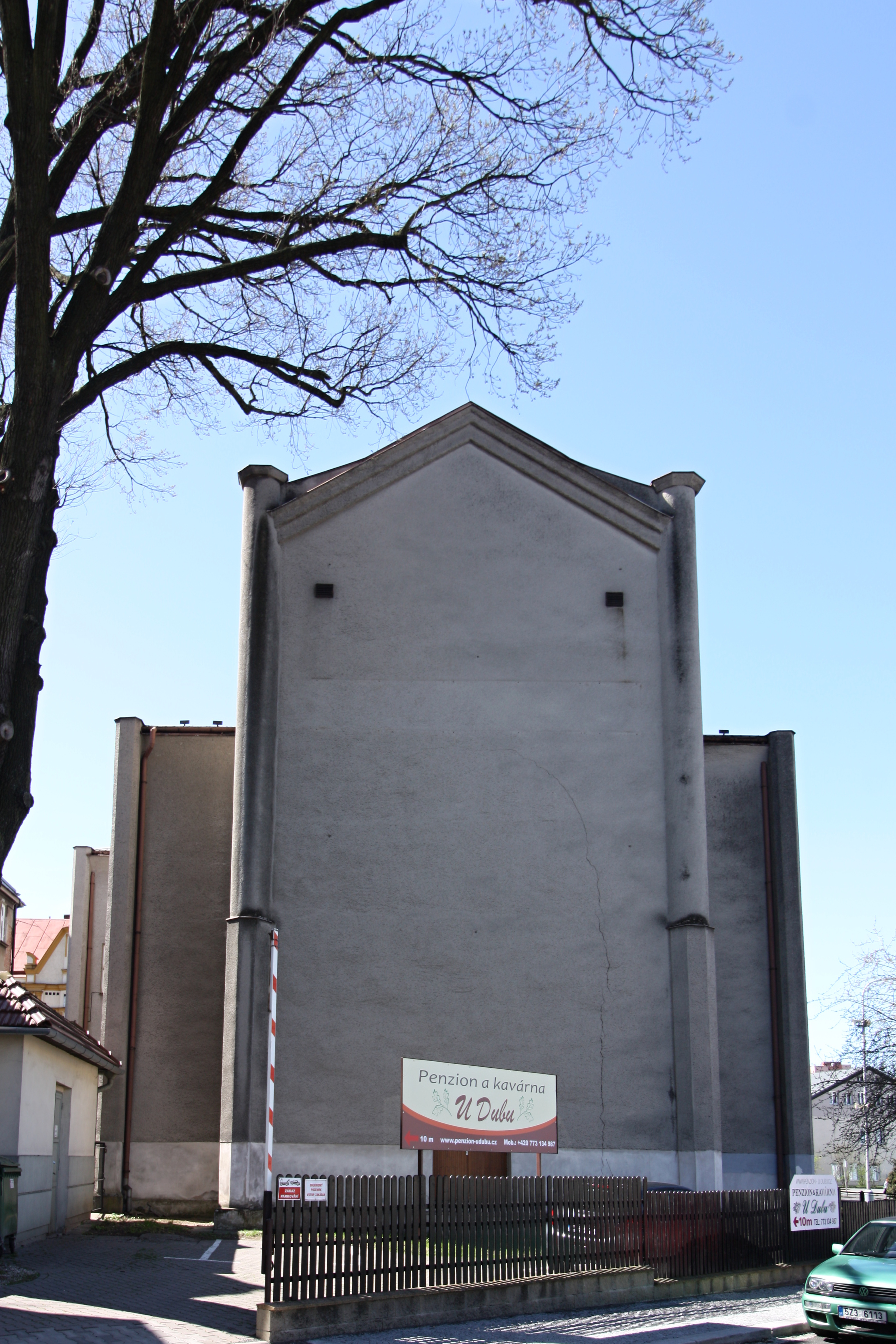
Zadní trakt